# District de Xishi
Le district de Xishi (西市区 ; pinyin : Xīshì Qū) est une subdivision administrative de la province du Liaoning en Chine. Il est placé sous la juridiction de la ville-préfecture de Yingkou.